# Reformierte Kirche Schwerzenbach

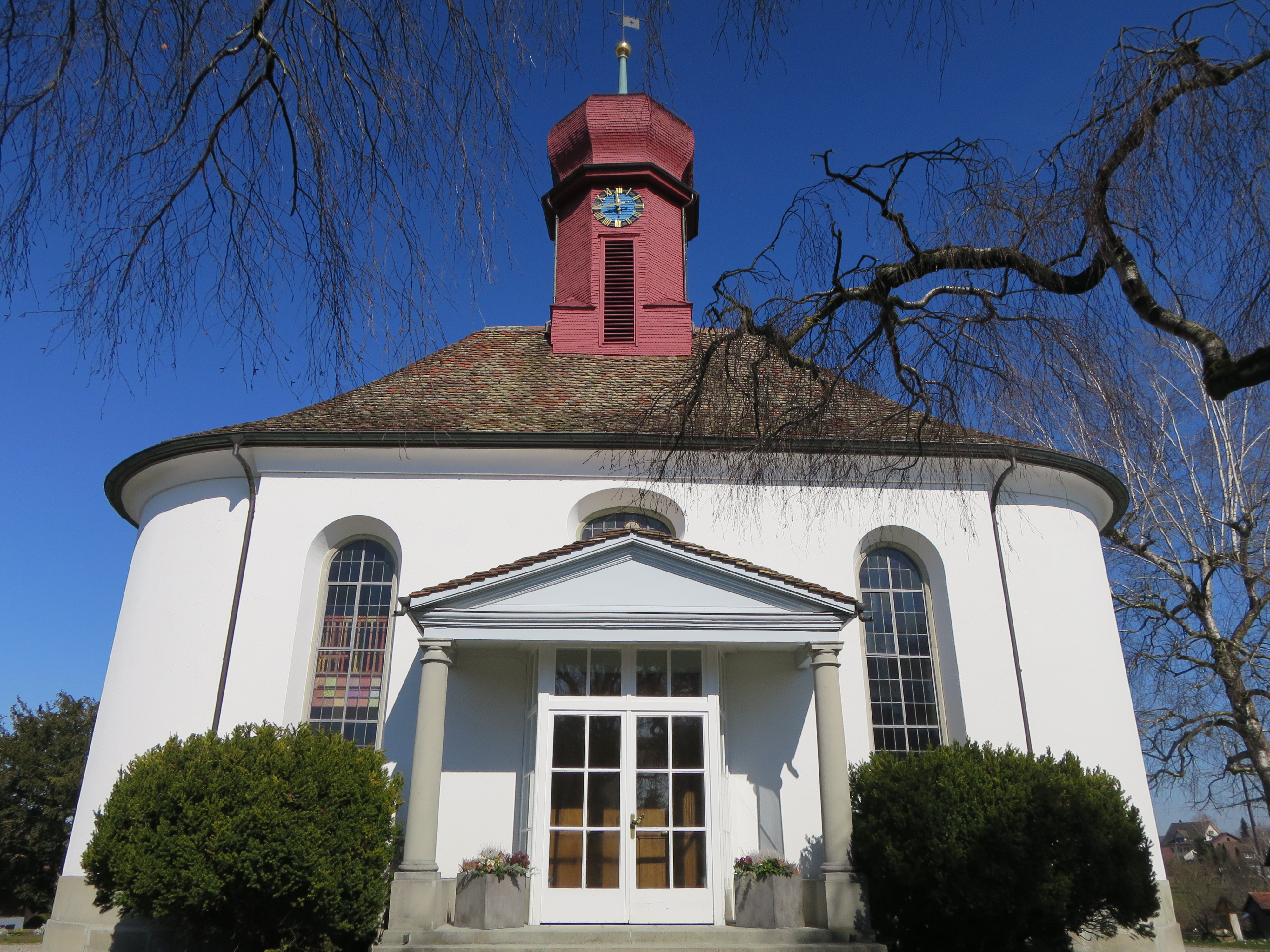
Aussenansicht

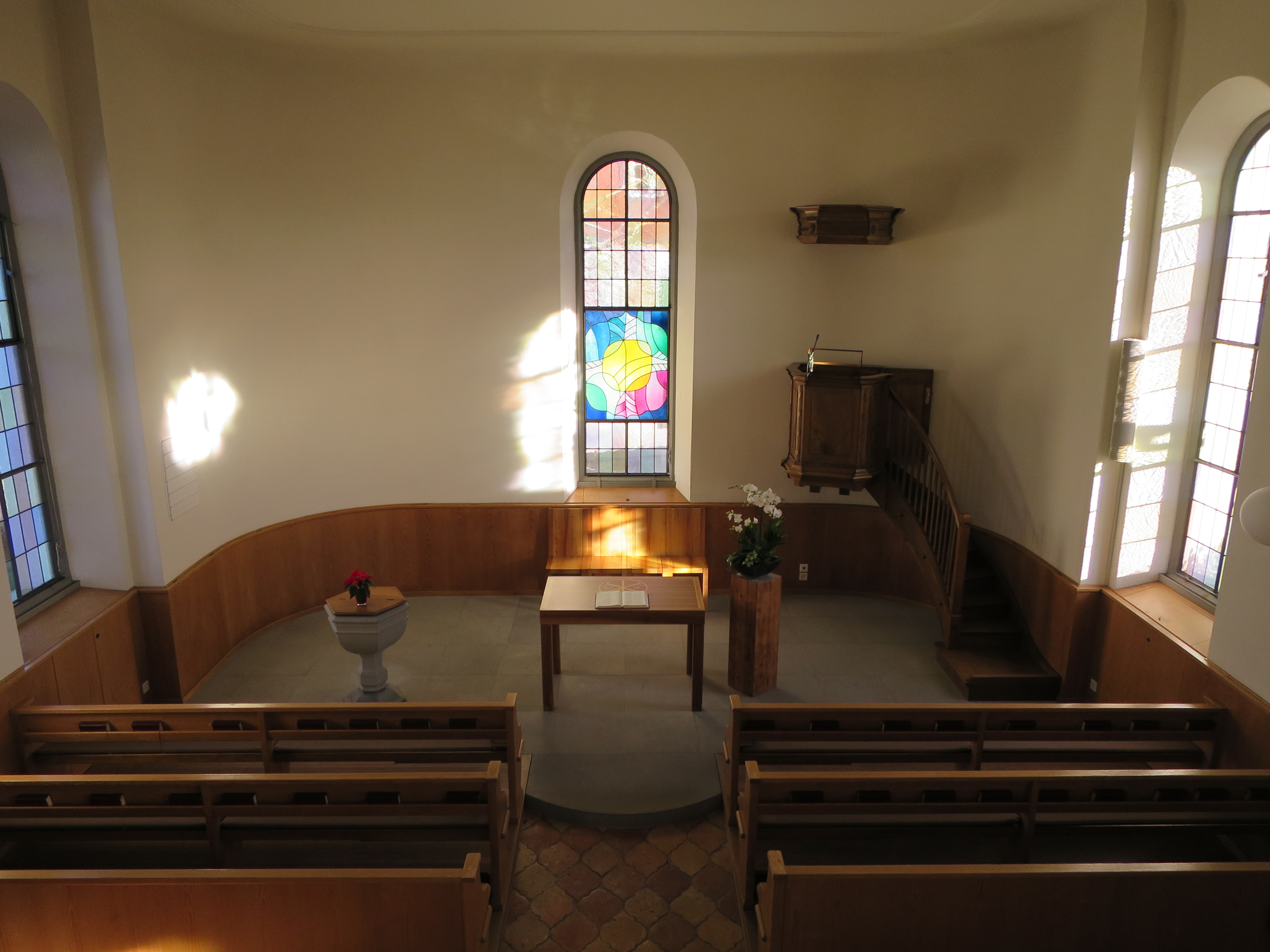
Innenraum mit Liturgiezone

Die Reformierte Kirche Schwerzenbach ist ein Kirchengebäude in der Gemeinde Schwerzenbach, Kanton Zürich, Schweiz. Das 1813 vollendete Bauwerk weist klassizistische und spätbarocke Züge auf.

## Geschichte

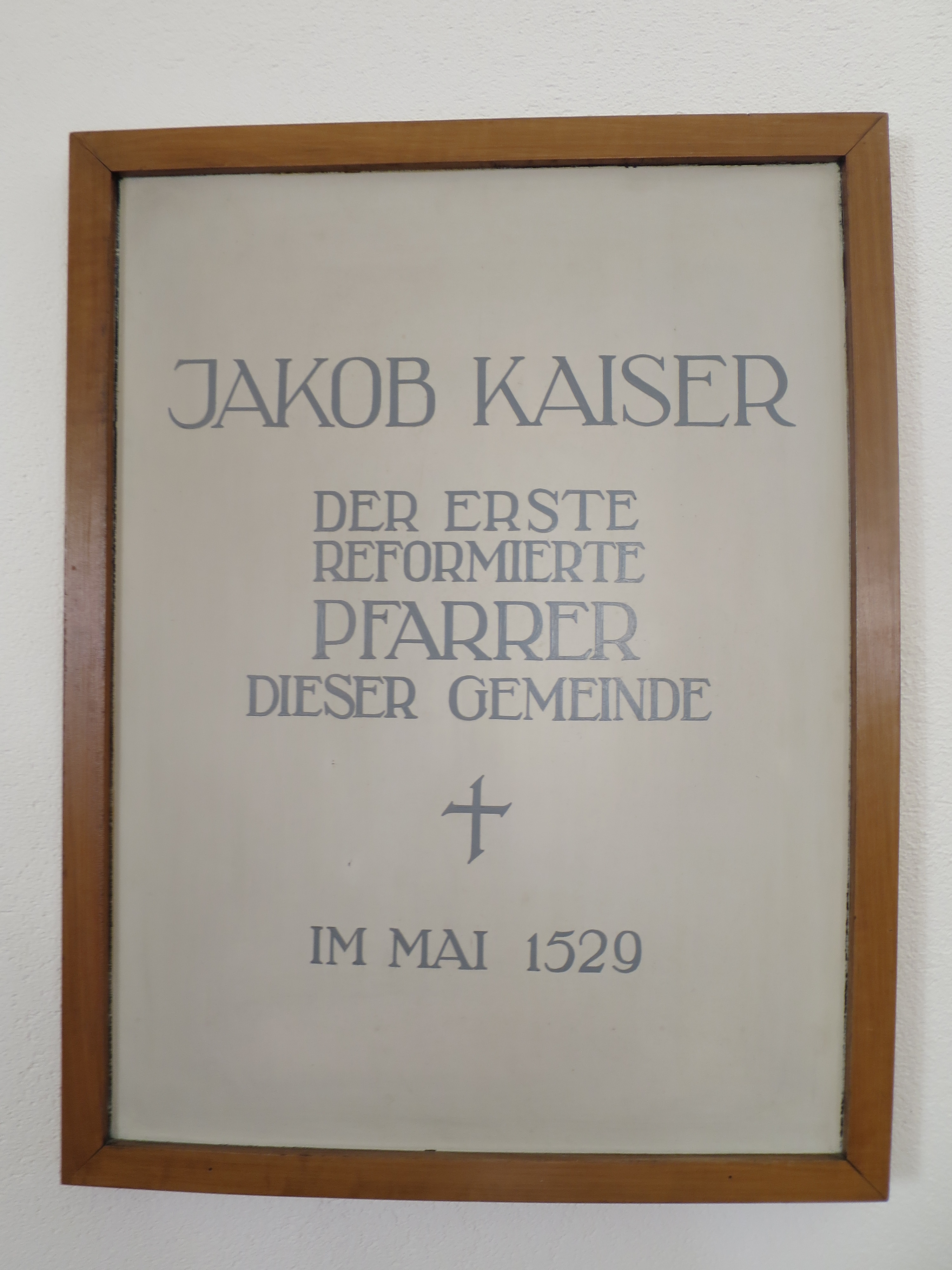
Gedenktafel für den Reformator Jakob Kaiser im Kirchenschiff

Die Kirche befindet sich am Standort eines mittelalterlichen Vorgängerbaus. Die ältere Forschung nahm eine frühmittelalterliche Gründung um 700 an. Neuere Studien vermuten eine Gründung im 12. Jahrhundert. Möglicherweise war diese erste Kirche eine Stiftung der Herren von Rapperswil als Tochterkirche der 1099 gegründeten Kirche Uster. Die Rapperswiler waren Schirmherren der Benediktinerabtei Einsiedeln, und vergabten weltliche Güter, aber auch das Kirchengut mit Kollaturrecht ans Kloster. Der spätmittelalterliche Priester Ambrosius Blarer verfasste eine Vita des Lokalheiligen Einhard von Uster, dessen Reliquien angeblich 1188 nach Schwerzenbach überführt worden sein sollten.
1522 wurde Jakob Kaiser, zuvor Priester der Ufenau, nach Schwerzenbach versetzt. Hier wurde er zu einem besonders leidenschaftlichen Anhänger der reformatorischen Lehren Huldrych Zwinglis. Als erster Pfarrer verheiratete er einen Amtskollegen. 1529 nahm er an der Berner Disputation teil und wurde danach in einem Wald bei Uznach von Altgläubigen aufgegriffen und in Schwyz hingerichtet. Das Martyrium gab den Anlass für den Ersten Kappeler Krieg, der erste konfessionelle Waffengang in der Eidgenossenschaft. Das Kloster Einsiedeln hatte das Kollaturrecht auch noch nach der Reformation bis 1834 inne, was zur Folge hatte, dass die Wahl der reformierten Pfarrers dem römisch-katholischen Abt von Einsiedeln oblag.

## Baugeschichte

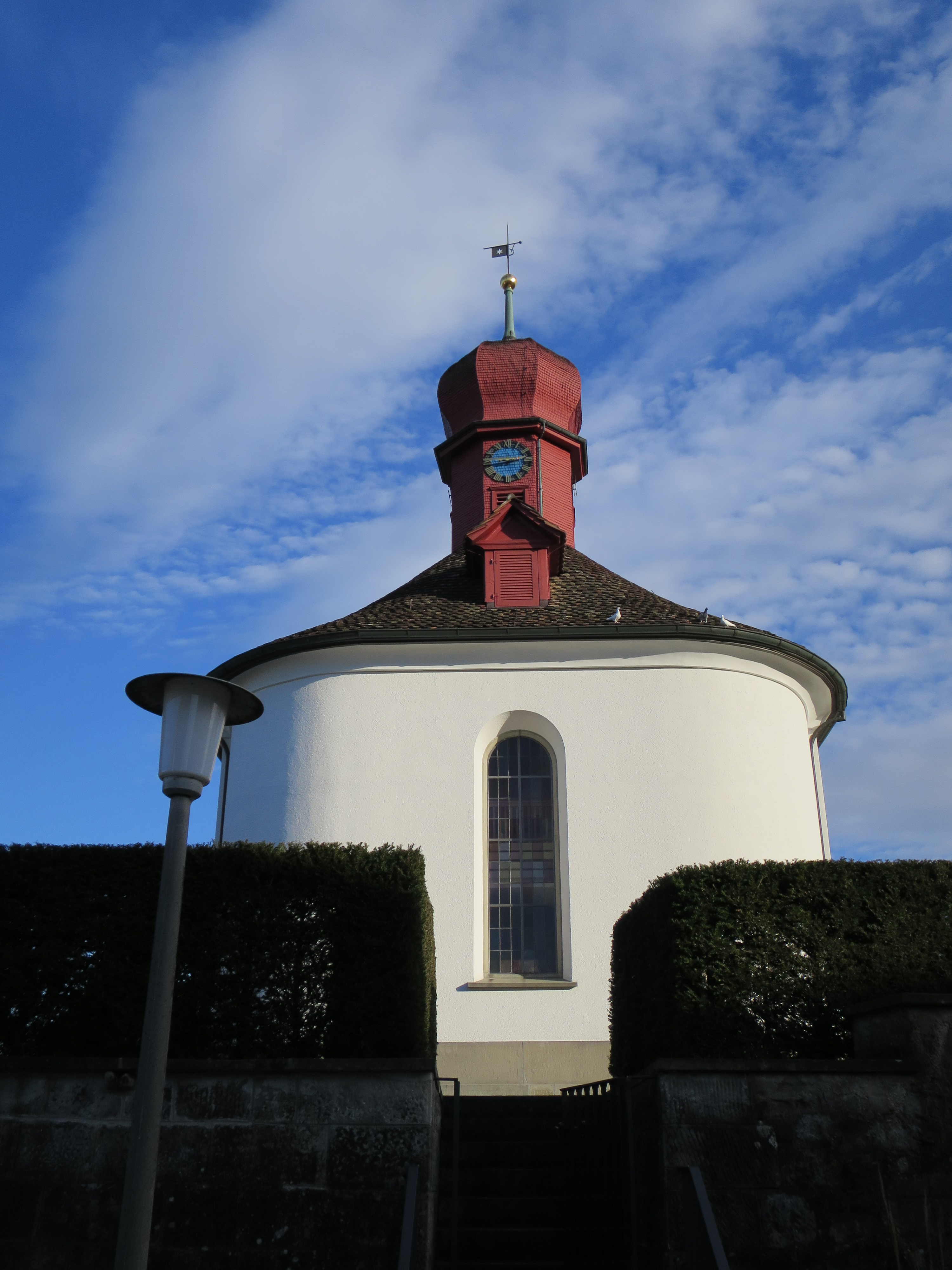
Seitenfassade der heutigen Kirche von 1813

Die romanische Vorgängerkirche verfügte über einen Rechteckchor und einen seitlichen Turm. Im Alten Zürichkrieg wurde die Kirche beschädigt und musste renoviert werden. 1599 erfolgte eine umfassende Renovation und der Einbau einer neuen Kanzel. Im Verlauf des 16. und 17. Jahrhunderts mussten immer wieder Reparaturen und Sanierungen vorgenommen werden.
Ab 1806 bemühte sich die Kirchgemeinde beim Zürcher Rat um einen Neubau der baufällig gewordenen Kirche. 1910 wurde dieser bewilligt. Im selben Jahr lag ein erstes Projekt von Johannes Volkart vor, doch verzögerte sich der Baubeginn. Ein zweites Projekt, dass von Baumeister Rudolf Lätsch, vermutlich auf der Basis einer Vorlage des Zürcher Architekten Hans Conrad Bluntschli entwickelt wurde, gelangte schliesslich zur Ausführung. Die alte Kirche wurde 1812 abgebrochen. bereits 1813 war das neue Kirchgebäude vollendet und konnte eingeweiht werden.
Eine umfassende Renovation erfolgte 1938 bis 1939. Unter anderem wurden die Bestuhlung, die Empore und die Fensterverglasung ersetzt, an beiden Eingängen ein Windfang installiert und ein neuer, veränderter Dachreiter in neubarocken Formen installiert. Eine weitere Gesamtrenovation erfolgte 1989. 2022 wurde der Dachreiter saniert und die Kirche erhielt auf der Südseite einen neuen Windfang mit  behindertengerechtem Zugang.

## Beschreibung

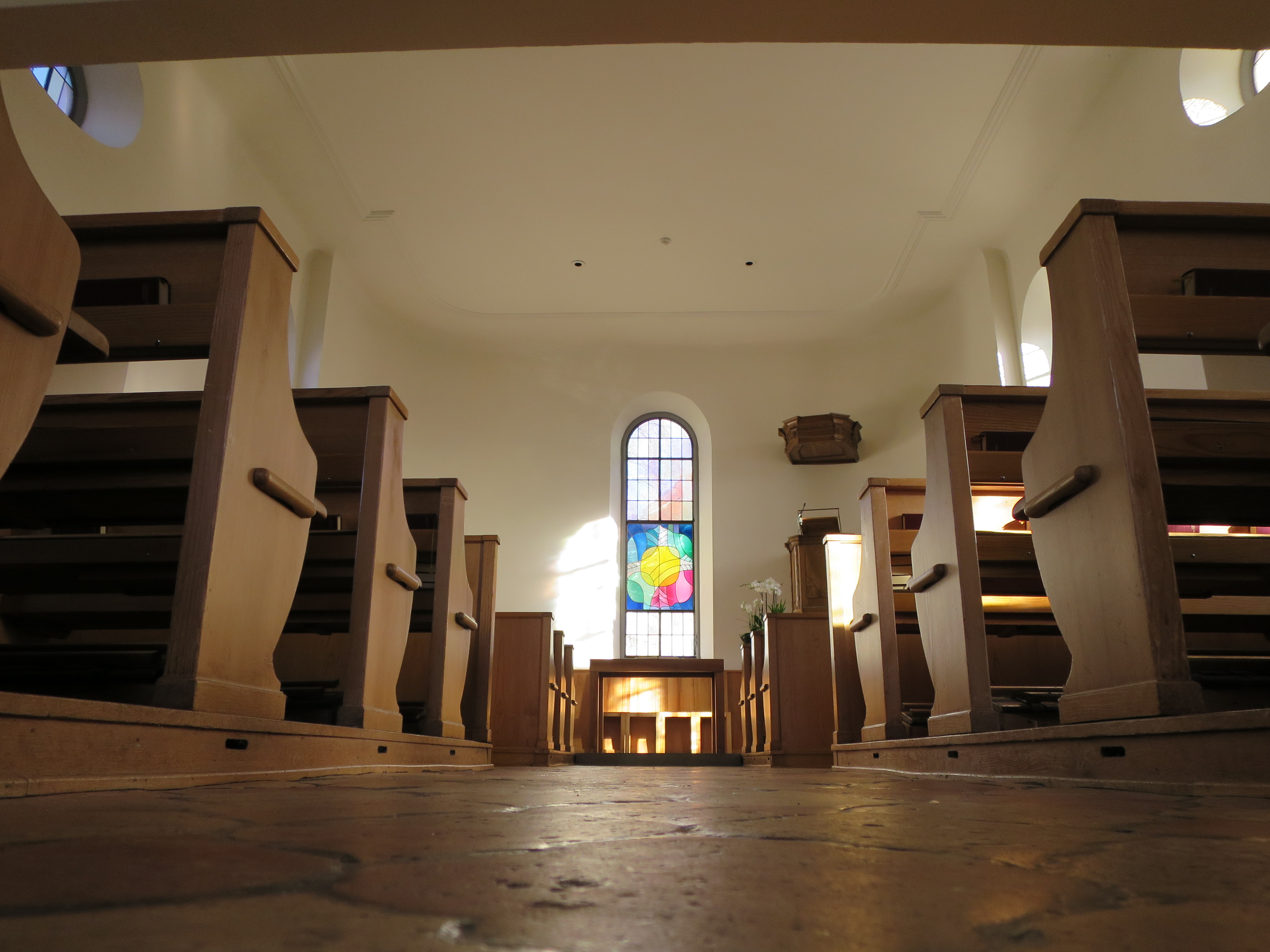
Innenraum mit Blick in die Mittelachse

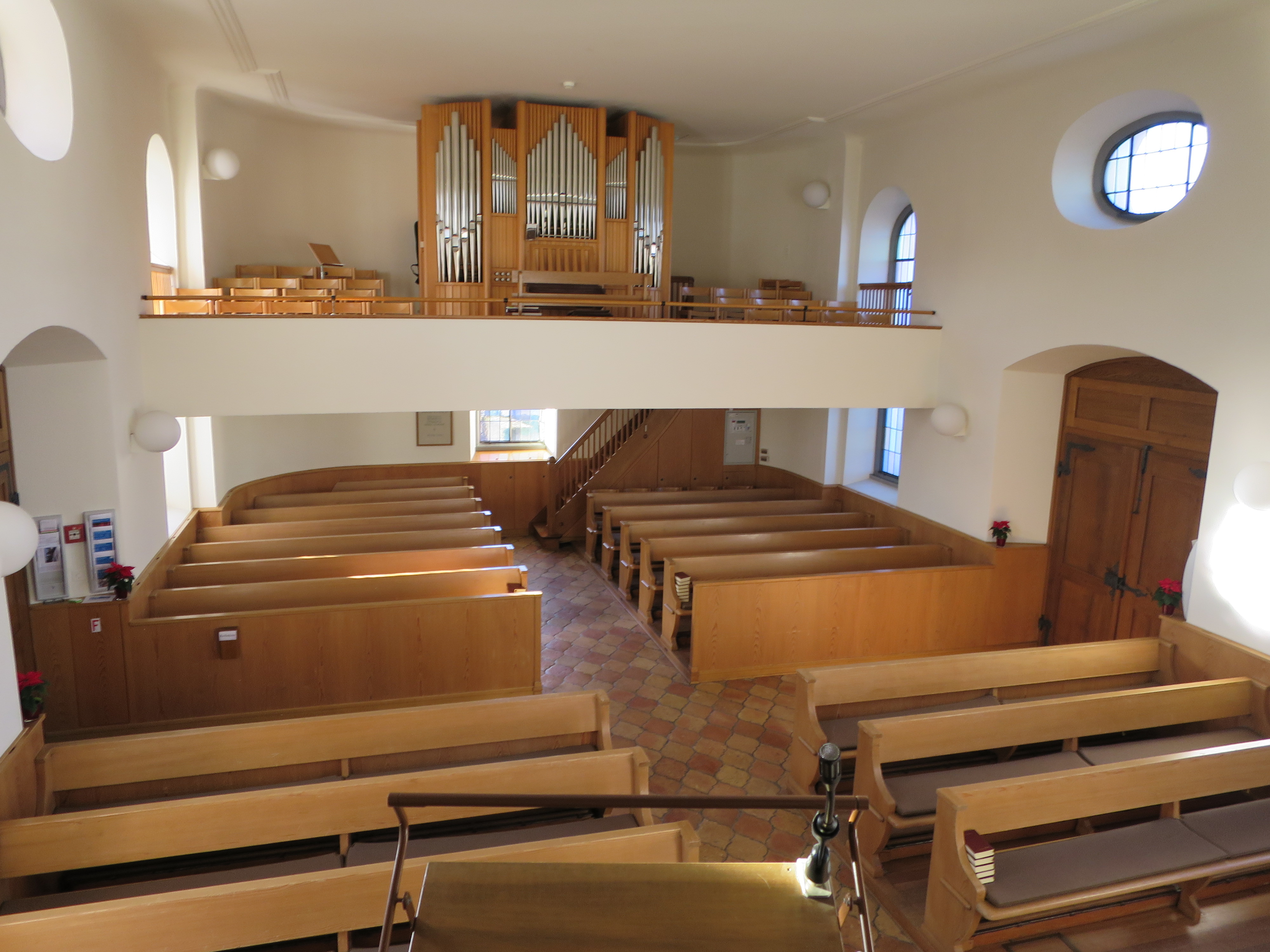
Innenraum mit Empore

### Aussenbau
Das ungewöhnliche Kirchengebäude im klassizistischen Stil mit spätbarocken Anklängen weist den Grundriss einer Ovalkirche auf. Der Zugang erfolgt über zwei Portale an den symmetrisch gestalteten Längsseiten der Kirche. Dadurch ergibt sich optisch der Eindruck einer Querkirche. Die Fassaden werden durch einen Portikus, einem darüber liegenden Oculus und zwei flankierenden Rundbogenfenstern gebildet. Der zentrale neubarocke Dachreiter mit Zwiebelhelm aus rot bemalten Schindeln von 1938 verstärkt den Eindruck einer Querkirche.

### Uhrwerk und Geläut
Das Uhrwerk mit seltenem freischwingendem Pendel stammt von der Firma Mannhart in München und wurde 1885 installiert. Das dreiteilige Geläut goss Conrad Bodmer von Neftenbach 1866.
- Grosse Glocke	(Ton g, 600 kg)

Inschrift: Wir rufen euch zum Haus des Herrn ihr lieben Christen, kommet gern und hört, wie unser Herr Jesus Christ gewandelt, gestorben, erstanden ist.
- Mittlere Glocke (Ton h, 510 kg)

Inschrift: Des Morgens früh, des Abends spät von mir die Mahnung an dich geht: Freund suche den Herren, den König da droben, ein selig Geschäft ist’s zu beten, zu loben.
- Kleine Glocke	(Ton d’’, 250 kg)

Inschrift: Dem Kindlein rufe ich zu seinem frühen Grab. Ob’s dir auch lieber ist, als alle deine Hab. Schau himmelwärts und klage nicht, es wohnet jetzt im ewigen Licht.

### Innenraum
Vermittelt der Aussenbau deutlich den Eindruck einer Querkirche, erweist sich der Innenraum als längsaxial ausgerichtet. An der Ostwand befindet sich die hölzerne Kanzel aus der Bauzeit mit klassizistischen Schnitzereien (Stabfriese, Rutenbündel, Rautenfelder, profilierte Gebälkstücke) an Korb und Schalldeckel. Einst befand sie sich in der Mittelachse, was 1938 geändert wurde. 1989 wurde auch der Taufstein aus der Bauzeit leicht nach links versetzt, um für den neu angeschafften Abendmahlstisch mit Intarsien von Architekt Max Ziegler Platz zu schaffen.
Die nazarenischen Farbglasfenster von Karl Wehrli aus dem Jahr 1887 wurden bei der Renovation 1938 entfernt. 1989 schuf die Aargauer Künstlerin Lisa Stauffer für das Mittelfenster vier Farbglasfenster, die je nach Zeitpunkt im Kirchenjahr ausgetauscht werden können. Sie sind von abstrakten Formen und leuchtenden Farben geprägt und behandelt die vier Themen Weihnachten, Passion, Ostern und Pfingsten, Schöpfung.
Unter der Empore ist eine Gedenktafel für den Reformator und Märtyrer Jakob Kaiser angebracht. Der Boden des Schiffs besteht aus schwungvollen Klinkerstein-Kacheln und wurde 1905 aus dem Kloster Rheinau  übernommen.

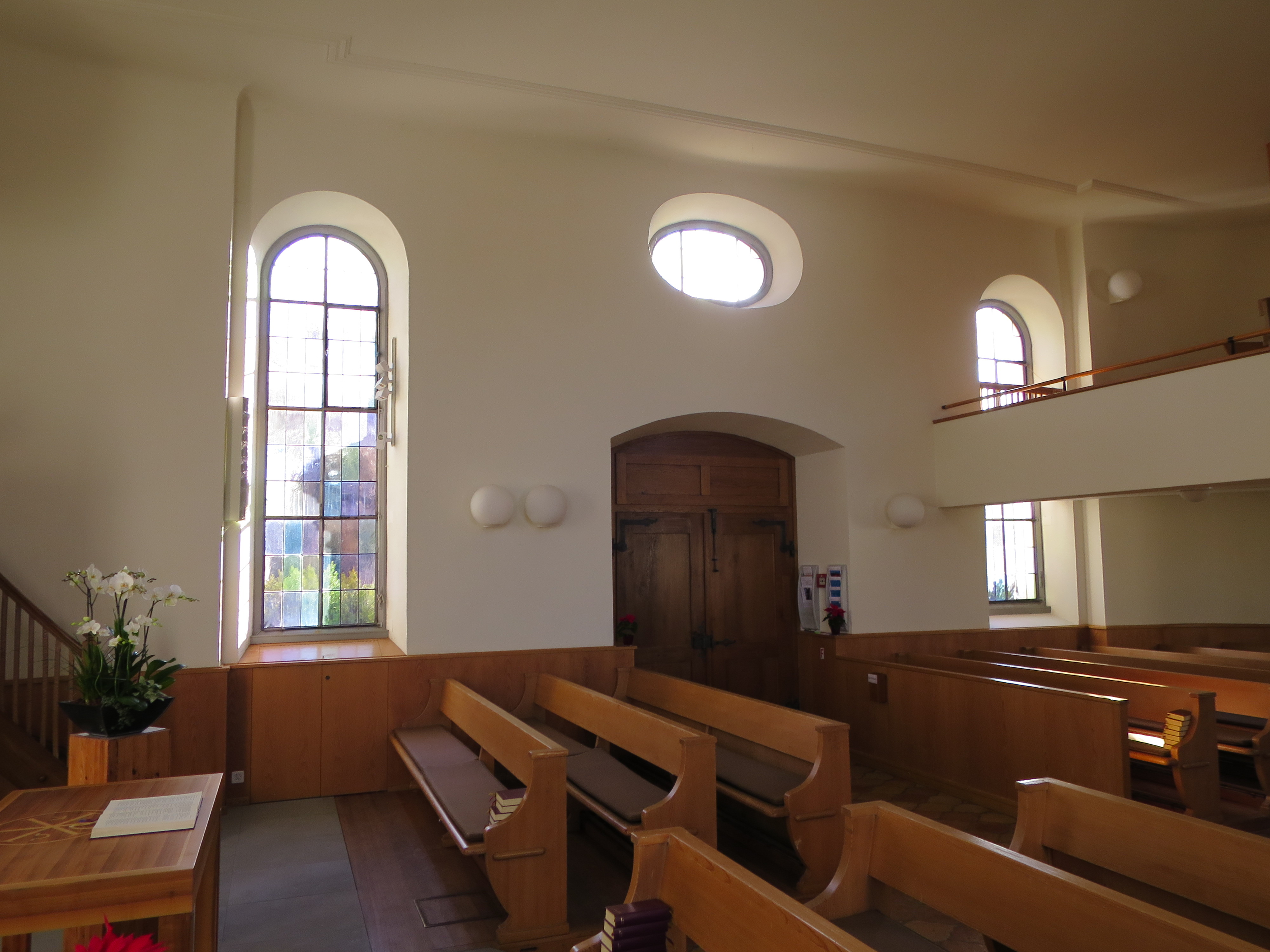
Innenraum der Kirche
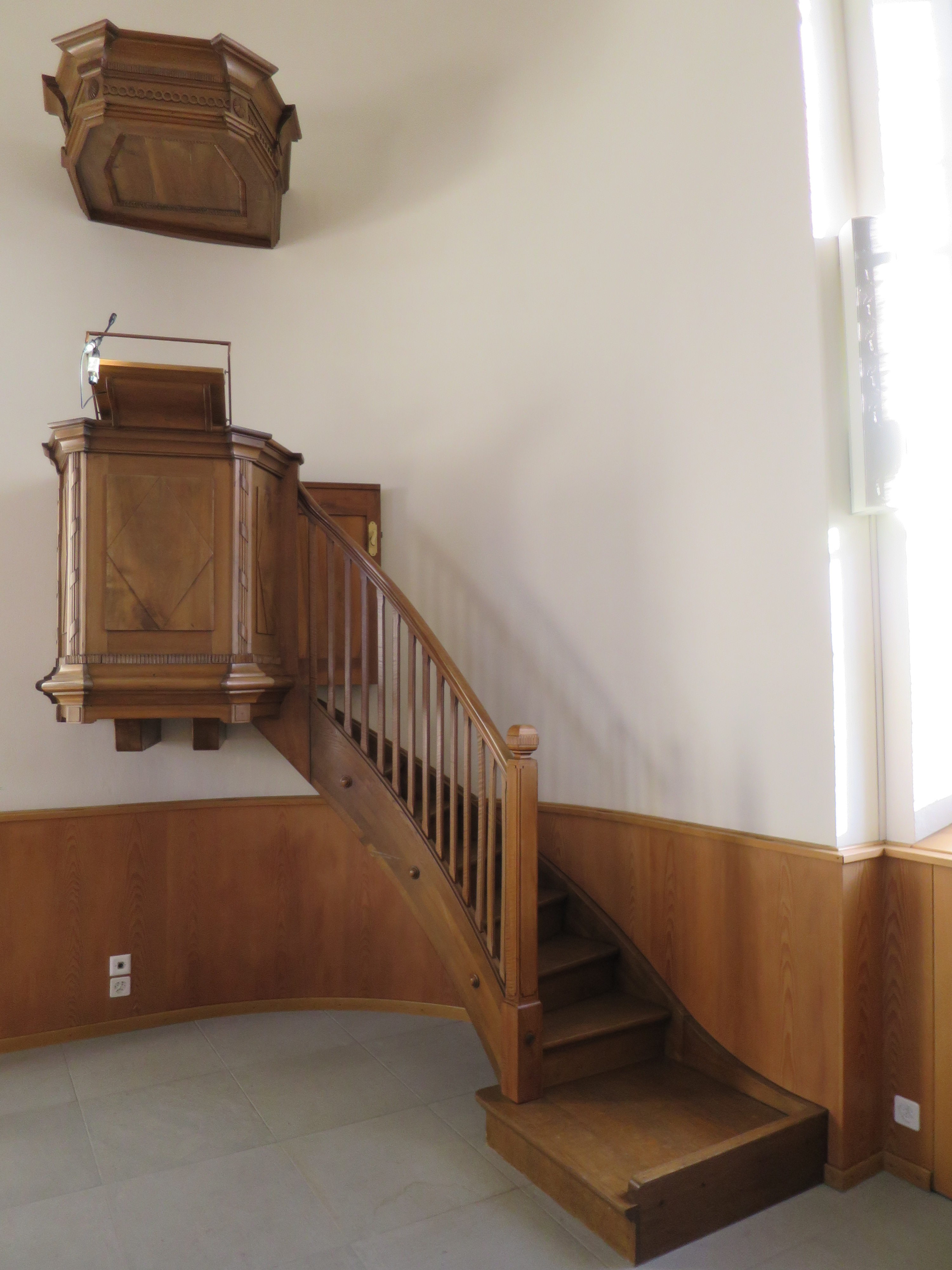
Kanzel von 1813
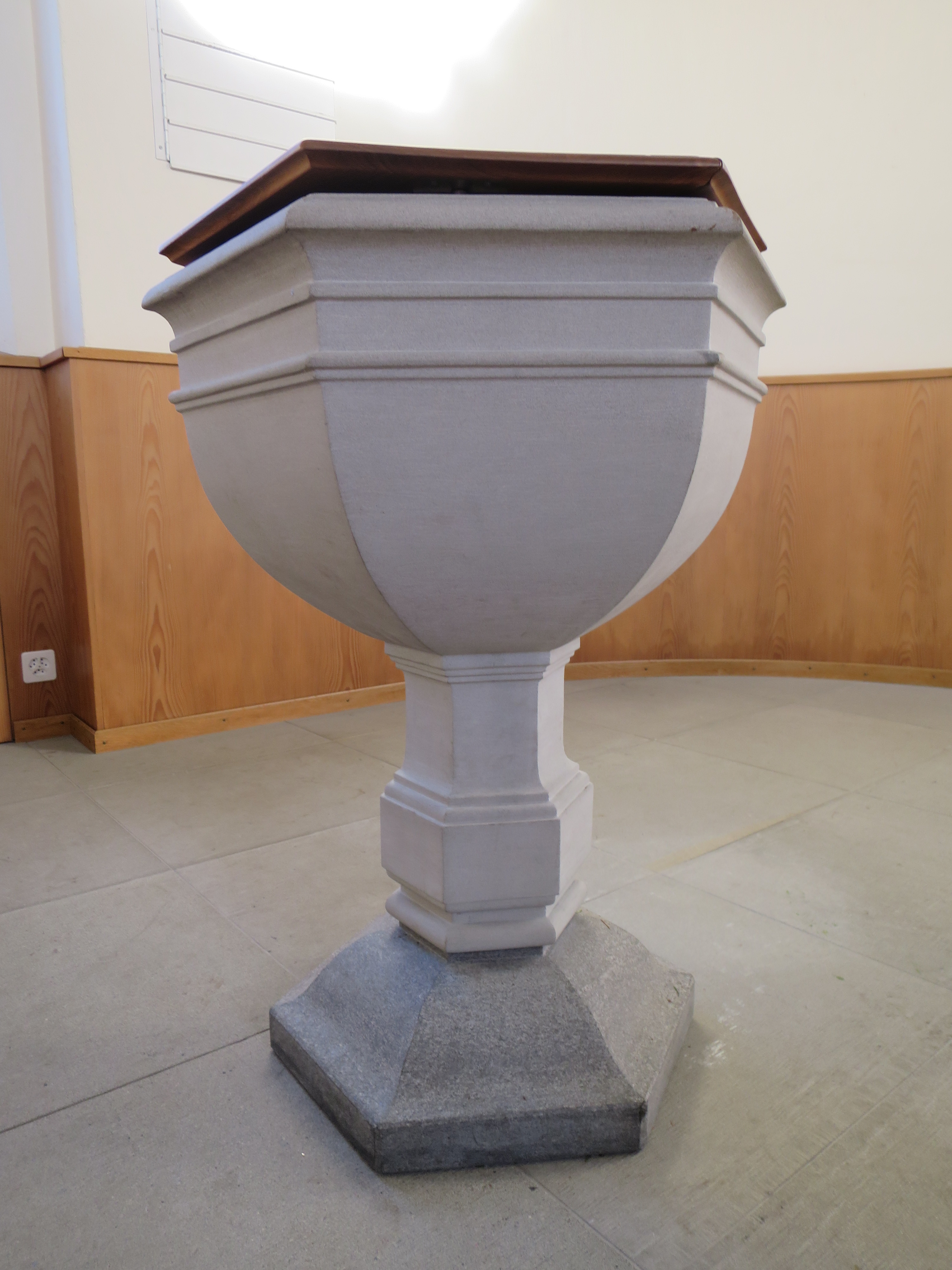
Taufstein von 1813
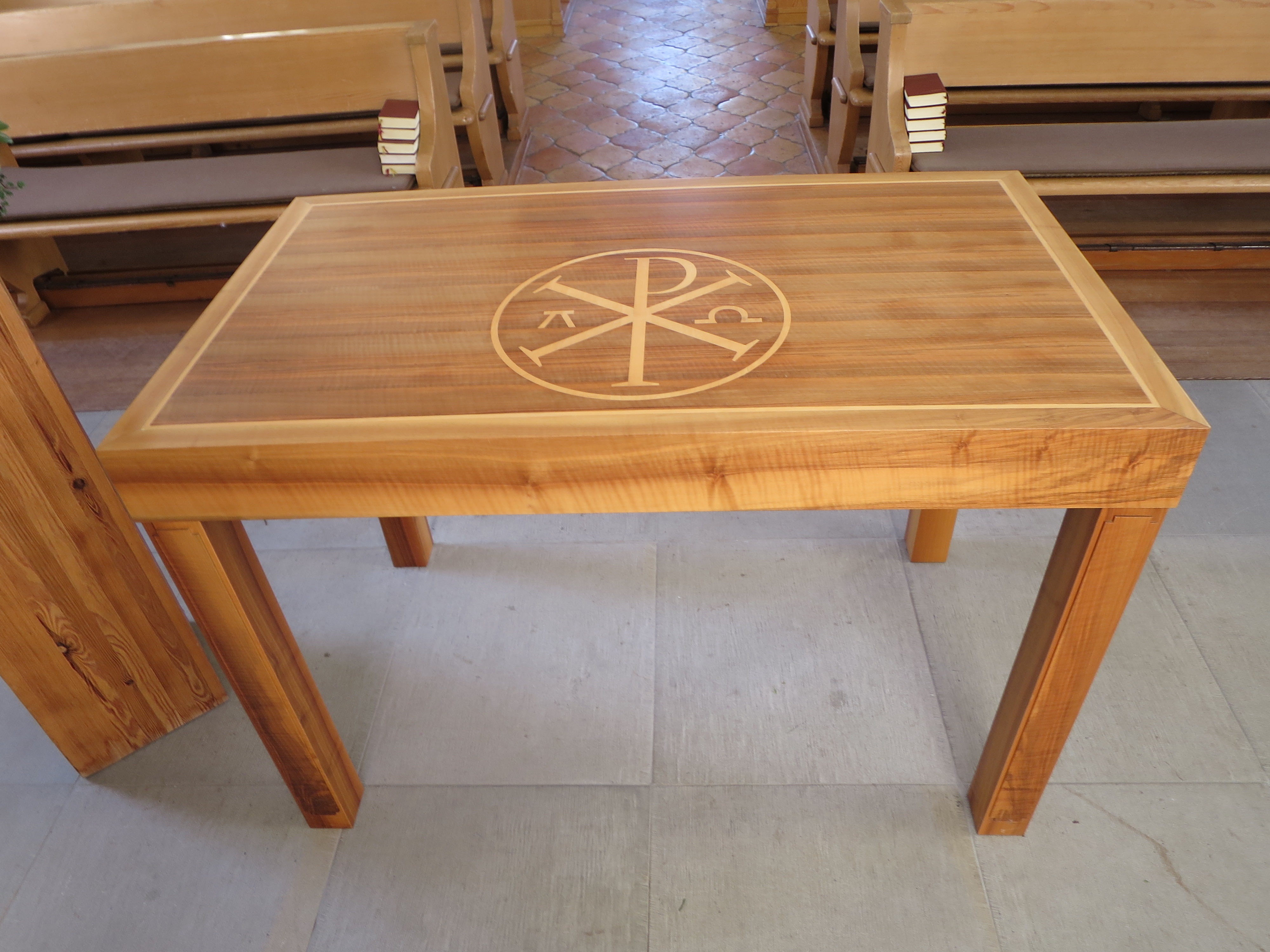
Abendmahlstisch von 1989
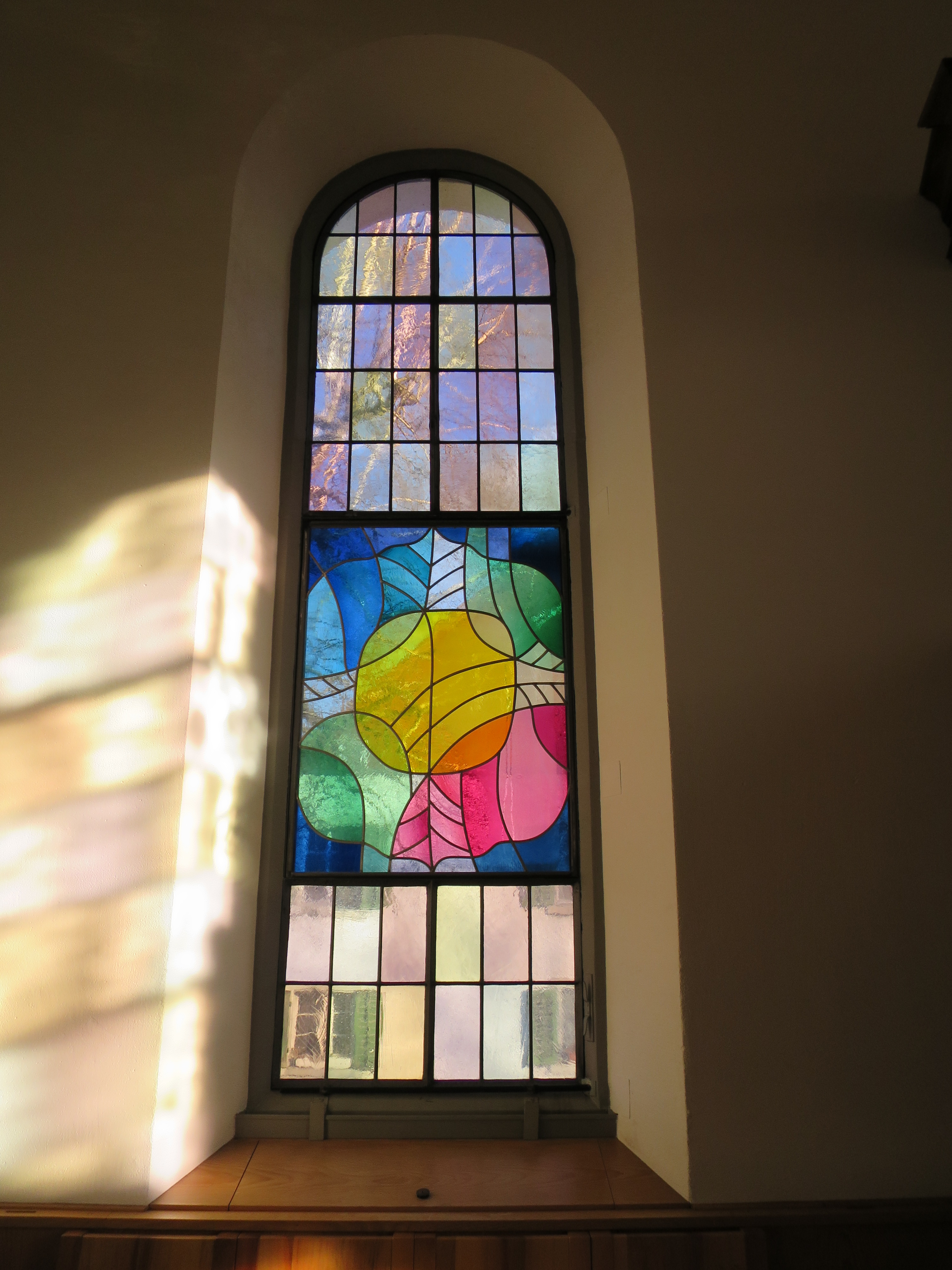
Weihnachts-Fenster von 1989

### Orgel

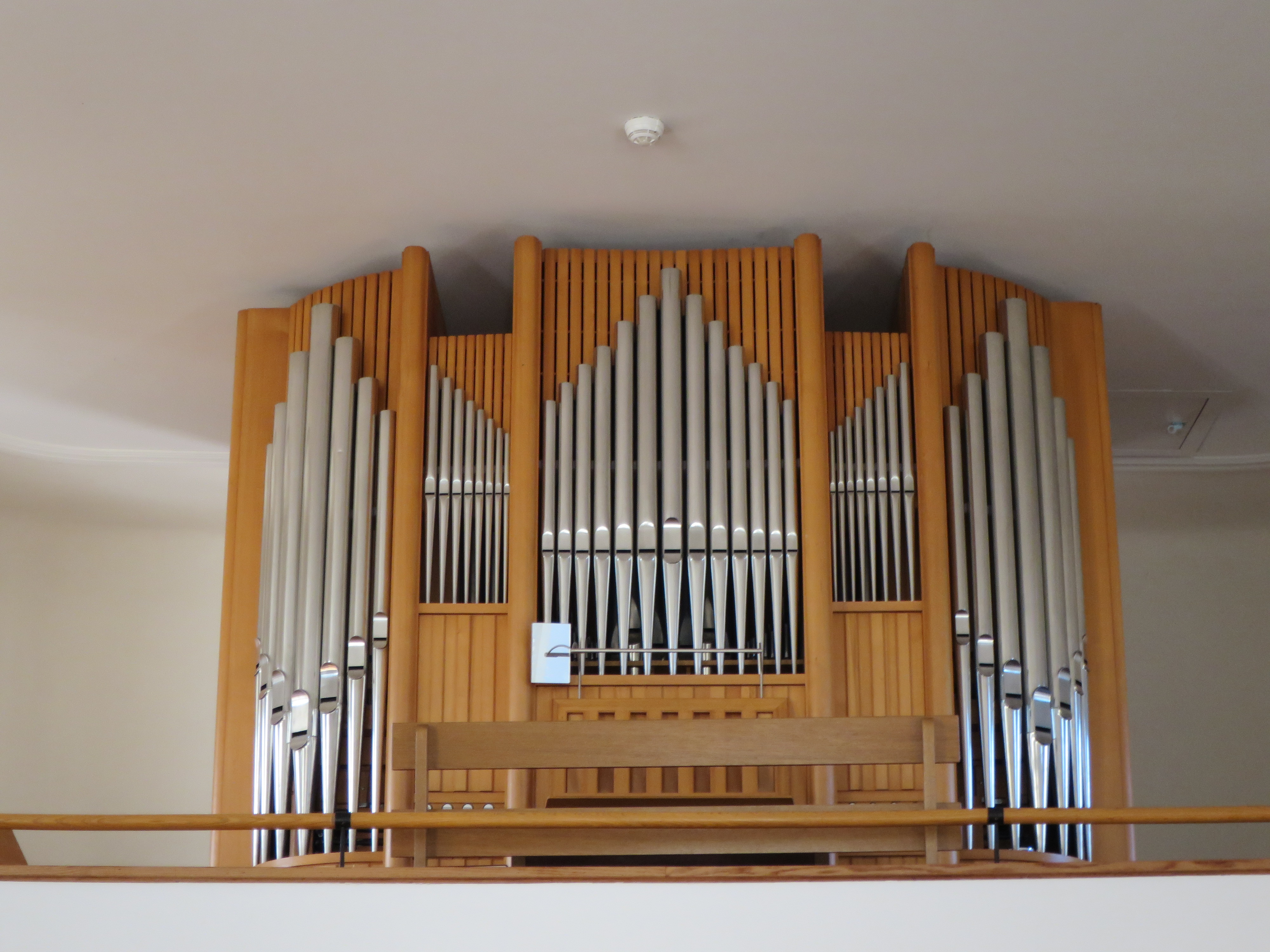
Mathis-Orgel von 1989

Auf der Rückempore wurde 1952 die erste Orgel von Metzler Orgelbau installiert. Das heutige Instrument mit modernem Prospekt wurde 1989 durch die Firma Orgelbau Mathis gebaut. Es umfasst zwei Manuale, Pedal und 15 Register.
Disposition
| I Hauptwerk C–g3 |            |        |
| 1.               | Hohlflöte  | 8′     |
| 2.               | Principal  | 4′     |
| 3.               | Spitzflöte | 4′     |
| 4.               | Quinte     | 2 ⁄3′  |
| 5.               | Doublette  | 2′     |
| 6.               | Terz       | 1 3⁄5′ |
| 7.               | Mixtur     | 1 ⁄3′  |
| 8.               | Krummhorn  | 8′     |

| II Positiv C–f3 |           |        |
| 9.              | Gedackt   | 8′     |
| 10.             | Rohrflöte | 4′     |
| 11.             | Principal | 2′     |
| 12.             | Quinte    | 1 ⁄3′  |
| 13.             | Cymbel    | 0 2⁄3′ |

| Pedal C–f1 |         |     |
| 14.        | Subbass | 16′ |
| 15.        | Pommer  | 8′  |

- Koppeln: II/I, II/P, I/P

### Kirchenumgebung
1817 wurde die fast kreisrunde Kirchhofmauer erneuert und erhielt 1867 ihre heutige Form und eine monumentale Freitreppenanlage zur Dorfstrasse hin. Der Friedhof wurde um 1970 bis auf die Kindergräber aufgehoben und an den Dorfrand verlegt.
Südlich der Kirche befindet sich das Pfarrhaus von 1961, erbaut nach Plänen von Max Höhn. Es verfügt über wenige Gemeinderäume und eine Pfarrwohnung. Vorgängerbauten sind für 1559 und 1691 bezeugt.